# Zangezur (film)
Zangezur (Зангезур) è un film del 1938 diretto da Ambarcum Ivanovič Bek-Nazarov e Jakov Dukor.